# Saint-Léon-de-Standon
Saint-Léon-de-Standon es un municipio parroquial canadiense situado en la provincia de Quebec.

## Superficie
Saint-Léon-de-Standon tiene una superficie de 136,88 km².

## Demografía
En 2021, tenía 1042 habitantes, una densidad poblacional de 7,6 hab./km², y 678 viviendas.